# Kriangsak Chomanan
Kriangsak Chomanan (in thai เกรียงศักดิ์ ชมะนันทน์; Maha Chai, 17 dicembre 1917 – Bangkok, 23 dicembre 2003) è stato un politico e generale thailandese.

## Biografia

### Scalata della gerarchia militare
Iniziò la carriera militare combattendo contro i francesi nella guerra franco-thailandese, e in seguito contro i comunisti nella guerra di Corea e nella guerra del Vietnam. Scalò le gerarchie militari e nel 1973 divenne generale del Reale esercito thailandese, in un periodo di transizione per la politica della Thailandia. Quello stesso anno, il dittatore Thanom Kittikachorn era stato costretto all'esilio da una rivolta popolare ed aveva avuto inizio uno dei rari periodi di democrazia per la Thailandia.

#### Contesto storico
Per la prima volta da quando avevano preso il potere nel 1932, i vertici delle forze armate erano rimasti fuori dalla compagine governativa ed avevano iniziato a progettare un colpo di Stato. In quegli anni i comunisti avevano trionfato in Vietnam ed in Laos, rovesciando i governi locali, e i conservatori thai temevano che la guerriglia comunista potesse avere successo anche nel Paese. Tali timori erano condivisi anche dall'amministrazione degli Stati Uniti, che da anni controllavano la politica thailandese ed erano duramente impegnati militarmente nella regione.

### Egemonia nelle forze armate
In quegli anni Kriangsak divenne l'uomo forte della fazione più reazionaria dell'esercito, e l'ambasciata statunitense lo ha considerato il personaggio chiave del Consiglio Nazionale di Riforma Amministrativa che nell'ottobre del 1976 portò a termine un colpo di Stato, poche ore dopo il massacro dell'Università Thammasat, in cui fu stroncato il movimento studentesco a Bangkok. Il governo fu affidato al giurista Thanin Kraivichien, un reazionario che diede il via alla persecuzione anti-comunista e ad un periodo di repressione senza precedenti. Fu cambiata la Costituzione ed il ritorno alla democrazia fu programmato per il 1988.

### Primo ministro

Kriangsak col presidente americano Jimmy Carter a Washington (1979)

Il governo di Kraivichien non seppe porre fine alla guerriglia, ingrossatasi con i progressisti che si rifugiarono nella giungla per evitare l'arresto. La repressione governativa sollevò inoltre aspre critiche nel Congresso degli Stati Uniti d'America, dove fu minacciato il blocco degli aiuti economici alla Thailandia se non fossero state ripristinate la democrazia ed il rispetto per i diritti umani. Diventato nel 1976 Comandante supremo delle forze armate thailandesi, l'anno dopo Kriangsak guidò con successo il colpo di Stato senza spargimento di sangue ai danni di Kraivichien.
Divenne quindi Primo ministro nel novembre 1977 e promise un più celere ritorno alla democrazia. Fu promulgata una nuova costituzione nel 1978 e nuove elezioni ebbero luogo nel 1979, durante il suo mandato. Una delle priorità del suo governo fu quella di porre fine alla guerriglia; sebbene le forze armate thailandesi non fossero riuscite a estirparla con la forza, Kriangsak ebbe l'intuizione che era necessario venire a patti con la Cina, che armava e sovvenzionava i ribelli thai. Permise quindi ai cinesi di transitare sul suolo thailandese per portare rifornimenti ai loro alleati khmer rossi, impegnati nella guerra cambogiana-vietnamita, ottenendo in cambio il blocco degli aiuti cinesi alla guerriglia comunista del proprio Paese. Contribuì così anche al mantenimento della indipendenza della Cambogia, nel tentativo di ripristinarne il ruolo di Stato cuscinetto tra Thailandia e Vietnam, che da secoli se ne contendevano il controllo.

### Fine della carriera politica
Rimase in carica fino al marzo 1980, quando si ritirò di sua spontanea volontà dalla politica in un periodo di crisi economica che non seppe fronteggiare e dopo aver perso il supporto di una fazione dell'esercito conosciuta come i Giovani Turchi. Alle elezioni successive si presentò alla guida del Partito Nazional-Democratico e fu eletto. La sua carriera politica ebbe fine del 1985, quando fu trovato assieme ad altri militari in pensione al quartier generale dei cospiratori che progettavano un nuovo colpo di Stato. Furono sottoposti a un procedimento giudiziario ma beneficiarono di un'amnistia prima che il processo fosse terminato. Qualche anno dopo lo colpì una paralisi, dalla quale non si riprese più. Morì nel dicembre 2003 per un'infezione al sangue e problemi renali.